# Primera División de Chile 1959
El Campeonato Nacional de Fútbol de la Primera División de 1959 fue el torneo disputado en la 27ª temporada de la máxima categoría del fútbol profesional chileno, con la participación de catorce equipos.
El torneo se jugó en dos rondas con un sistema de todos-contra-todos.
El campeón fue Universidad de Chile que en definición ante Colo-Colo (por estar ambos igualados en puntaje al terminar la fase regular del campeonato) logró su segundo campeonato, dando así inicio a una etapa en la historia de dicho club que en la posteridad se conocería como el «Ballet Azul». Se dice que luego de ese partido se agudizó la rivalidad entre estos dos equipos, lo cual derivaría posteriormente en el Clásico del fútbol chileno.
Desde esta edición, el campeón clasifica a la naciente Copa de Campeones de América.
El equipo que  terminase entre los tres últimos lugares y obtuviera el peor promedio de la suma de los puntos obtenidos en los últimos tres campeonatos, descendería a Segunda División, que en este caso fue Deportes La Serena.

## Clubes
| Club                 | Ciudad       | Entrenador           | Estadio               |
| -------------------- | ------------ | -------------------- | --------------------- |
| Audax Italiano       | Santiago     | Luis Tirado          |                       |
| Colo-Colo            | Santiago     | Flávio Costa         |                       |
| Deportes La Serena   | La Serena    | Adolfo Rodríguez     | La Portada            |
| Everton              | Viña del Mar | Salvador Biondi      | El Tranque            |
| Ferrobádminton       | Santiago     | János Schwanner      |                       |
| Magallanes           | Santiago     | Carlos Orlandelli    |                       |
| O'Higgins            | Rancagua     | José Salerno         | Braden Copper Co.     |
| Palestino            | Santiago     | Antonio de Mare      |                       |
| Rangers              | Talca        | Guillermo Báez       | Fiscal de Talca       |
| San Luis             | Quillota     | Miodrag Stefanovic   | Municipal de Quillota |
| Santiago Wanderers   | Valparaíso   | José Pérez           | Playa Ancha           |
| Unión Española       | Santiago     | Francisco Hormazábal | Santa Laura           |
| Universidad Católica | Santiago     | Alberto Buccicardi   | Independencia         |
| Universidad de Chile | Santiago     | Luis Álamos          |                       |

### Cambios de entrenadores
| Club               | Entrenador                                                                                  |
| ------------------ | ------------------------------------------------------------------------------------------- |
| Audax Italiano     | Luis Tirado (1–24)                                                                          |
| Deportes La Serena | Adolfo Rodríguez (1–10) Sergio Lecea (11–13) José Cuesta Silva (14–23) Sergio Lecea (24–26) |
| Magallanes         | Carlos Orlandelli (1–18) Sergio Cruzat (19–26)                                              |
| Rangers            | Guillermo Báez                                                                              |
| San Luis           | Miodrag Stefanovic (1–6) Ladislao Pakozdi (7–26)                                            |

## Clasificación
| Pos | Equipo               | PJ | PG | PE | PP | GF | GC | Dif | Pts |
| --- | -------------------- | -- | -- | -- | -- | -- | -- | --- | --- |
| 1   | Universidad de Chile | 26 | 16 | 6  | 4  | 61 | 34 | 27  | 38  |
| 2   | Colo-Colo            | 26 | 16 | 6  | 4  | 57 | 32 | 25  | 38  |
| 3   | Santiago Wanderers   | 26 | 13 | 8  | 5  | 46 | 33 | 13  | 34  |
| 4   | O'Higgins            | 26 | 13 | 8  | 5  | 51 | 42 | 9   | 34  |
| 5   | Ferrobádminton       | 26 | 9  | 9  | 8  | 42 | 40 | 2   | 27  |
| 6   | Unión Española       | 26 | 9  | 8  | 9  | 32 | 38 | -6  | 26  |
| 7   | Magallanes           | 26 | 11 | 1  | 14 | 42 | 49 | -7  | 23  |
| 8   | Universidad Católica | 26 | 9  | 5  | 12 | 45 | 53 | -8  | 23  |
| 9   | Everton              | 26 | 8  | 6  | 12 | 44 | 42 | 2   | 22  |
| 10  | San Luis             | 26 | 8  | 6  | 12 | 39 | 50 | -11 | 22  |
| 11  | Rangers              | 26 | 6  | 9  | 11 | 36 | 47 | -11 | 21  |
| 12  | Audax Italiano       | 26 | 7  | 6  | 13 | 33 | 41 | -8  | 20  |
| 13  | Palestino            | 26 | 9  | 1  | 16 | 48 | 55 | -7  | 19  |
| 14  | Deportes La Serena   | 26 | 6  | 5  | 15 | 41 | 61 | -20 | 17  |

PJ=Partidos jugados; PG=Partidos ganados; PE=Partidos empatados; PP=Partidos perdidos; GF=Goles a favor; GC=Goles en contra; Dif=Diferencia de gol; Pts=Puntos
|  | Juega final por el campeonato |

## Tabla de descenso
El equipo que terminara entre los tres últimos de la tabla anual y obtuviera menos puntaje en el promedio de la suma de los puntos obtenidos en los últimos tres campeonatos descendería a Segunda División.
| Pos | Equipo               | 1957 | 1958 | 1959 | Promedio |
| --- | -------------------- | ---- | ---- | ---- | -------- |
| 1   | Universidad de Chile | 31   | 31   | 38   | 33,33    |
| 2   | Colo-Colo            | 25   | 33   | 38   | 32,00    |
| 3   | Santiago Wanderers   | 27   | 34   | 34   | 31,67    |
| 4   | O'Higgins            | 21   | 23   | 34   | 26,00    |
| 5   | Palestino            | 28   | 31   | 19   | 26,00    |
| 6   | Audax Italiano       | 34   | 22   | 20   | 25,33    |
| 7   | Deportes La Serena   | --   | 33   | 17   | 25,00    |
| 8   | Unión Española       | 26   | 22   | 26   | 24,67    |
| 9   | Ferrobádminton       | 21   | 24   | 27   | 24,00    |
| 10  | Everton              | 26   | 24   | 22   | 24,00    |
| 11  | Universidad Católica | 21   | 27   | 23   | 23,67    |
| 12  | Rangers              | 26   | 21   | 21   | 22,67    |
| 13  | Magallanes           | 25   | 18   | 23   | 22,00    |
| 14  | San Luis             | 0    | 0    | 22   | 22,00    |

|  | Entre los tres últimos de la tabla anual                                             |
|  | Peor promedio entre los tres últimos de la tabla anual, Desciende a Segunda División |

## Final
|       | POR   | Misael Escuti    |  |
|       | DEF   | Caupolicán Peña  |  |
|       | DEF   | Fernando Navarro |  |
|       | DEF   | Isaac Carrasco   |  |
|       | MED   | Gastón Guevara   |  |
|       | MED   | Mario Ortiz      |  |
|       | DEL   | Mario Moreno     |  |
|       | DEL   | Hernán Rodríguez |  |
|       | DEL   | Juan Soto        |  |
|       | DEL   | Jorge Toro       |  |
|       | DEL   | Bernardo Bello   |  |
| D. T. | D. T. | Flávio Costa     |  |

|       | POR   | René Pacheco      |  |
|       | DEF   | Luis Eyzaguirre   |  |
|       | DEF   | Humberto Donoso   |  |
|       | DEF   | Sergio Navarro    |  |
|       | MED   | Hugo Núñez        |  |
|       | MED   | Alfonso Sepúlveda |  |
|       | DEL   | Braulio Musso     |  |
|       | DEL   | Ernesto Álvarez   |  |
|       | DEL   | Carlos Campos     |  |
|       | DEL   | Leonel Sánchez    |  |
|       | DEL   | Osvaldo Díaz      |  |
| D. T. | D. T. | Luis Álamos       |  |

| 70' | Juan Soto | 1-2 |

| 39' · 50' | Leonel Sánchez Ernesto Sánchez | 0-1 0-2 |

| Principal | José Praddaude |

|       | POR   | Misael Escuti    |  |
|       | DEF   | Caupolicán Peña  |  |
|       | DEF   | Fernando Navarro |  |
|       | DEF   | Isaac Carrasco   |  |
|       | MED   | Gastón Guevara   |  |
|       | MED   | Mario Ortiz      |  |
|       | DEL   | Mario Moreno     |  |
|       | DEL   | Hernán Rodríguez |  |
|       | DEL   | Juan Soto        |  |
|       | DEL   | Jorge Toro       |  |
|       | DEL   | Bernardo Bello   |  |
| D. T. | D. T. | Flávio Costa     |  |

|       | POR   | René Pacheco      |  |
|       | DEF   | Luis Eyzaguirre   |  |
|       | DEF   | Humberto Donoso   |  |
|       | DEF   | Sergio Navarro    |  |
|       | MED   | Hugo Núñez        |  |
|       | MED   | Alfonso Sepúlveda |  |
|       | DEL   | Braulio Musso     |  |
|       | DEL   | Ernesto Álvarez   |  |
|       | DEL   | Carlos Campos     |  |
|       | DEL   | Leonel Sánchez    |  |
|       | DEL   | Osvaldo Díaz      |  |
| D. T. | D. T. | Luis Álamos       |  |

| 70' | Juan Soto | 1-2 |

| 39' · 50' | Leonel Sánchez Ernesto Sánchez | 0-1 0-2 |

| Principal | José Praddaude |

|       | POR   | Misael Escuti    |  |
|       | DEF   | Caupolicán Peña  |  |
|       | DEF   | Fernando Navarro |  |
|       | DEF   | Isaac Carrasco   |  |
|       | MED   | Gastón Guevara   |  |
|       | MED   | Mario Ortiz      |  |
|       | DEL   | Mario Moreno     |  |
|       | DEL   | Hernán Rodríguez |  |
|       | DEL   | Juan Soto        |  |
|       | DEL   | Jorge Toro       |  |
|       | DEL   | Bernardo Bello   |  |
| D. T. | D. T. | Flávio Costa     |  |

|       | POR   | René Pacheco      |  |
|       | DEF   | Luis Eyzaguirre   |  |
|       | DEF   | Humberto Donoso   |  |
|       | DEF   | Sergio Navarro    |  |
|       | MED   | Hugo Núñez        |  |
|       | MED   | Alfonso Sepúlveda |  |
|       | DEL   | Braulio Musso     |  |
|       | DEL   | Ernesto Álvarez   |  |
|       | DEL   | Carlos Campos     |  |
|       | DEL   | Leonel Sánchez    |  |
|       | DEL   | Osvaldo Díaz      |  |
| D. T. | D. T. | Luis Álamos       |  |

| 70' | Juan Soto | 1-2 |

| 39' · 50' | Leonel Sánchez Ernesto Sánchez | 0-1 0-2 |

| Principal | José Praddaude |

|       | POR   | Misael Escuti    |  |
|       | DEF   | Caupolicán Peña  |  |
|       | DEF   | Fernando Navarro |  |
|       | DEF   | Isaac Carrasco   |  |
|       | MED   | Gastón Guevara   |  |
|       | MED   | Mario Ortiz      |  |
|       | DEL   | Mario Moreno     |  |
|       | DEL   | Hernán Rodríguez |  |
|       | DEL   | Juan Soto        |  |
|       | DEL   | Jorge Toro       |  |
|       | DEL   | Bernardo Bello   |  |
| D. T. | D. T. | Flávio Costa     |  |

|       | POR   | René Pacheco      |  |
|       | DEF   | Luis Eyzaguirre   |  |
|       | DEF   | Humberto Donoso   |  |
|       | DEF   | Sergio Navarro    |  |
|       | MED   | Hugo Núñez        |  |
|       | MED   | Alfonso Sepúlveda |  |
|       | DEL   | Braulio Musso     |  |
|       | DEL   | Ernesto Álvarez   |  |
|       | DEL   | Carlos Campos     |  |
|       | DEL   | Leonel Sánchez    |  |
|       | DEL   | Osvaldo Díaz      |  |
| D. T. | D. T. | Luis Álamos       |  |

| 70' | Juan Soto | 1-2 |

| 39' · 50' | Leonel Sánchez Ernesto Sánchez | 0-1 0-2 |

| Principal | José Praddaude |

## Campeón
| Universidad de Chile           |
| Universidad de Chile 2º Título |

## Estadísticas

### Goleadores
|   | Jugador          | Club                 | Goles |
| - | ---------------- | -------------------- | ----- |
| 1 | José Benito Ríos | O'Higgins            | 22    |
| 2 | Leonel Sánchez   | Universidad de Chile | 21    |
| 3 | Juan Soto        | Colo-Colo            | 19    |
| 4 | Armando Tobar    | Santiago Wanderers   | 17    |